# Sécession de Dresde
La Sécession de Dresde (en allemand : Dresdner Sezession) est une organisation associative d'artistes fondée à Dresde en 1893-1894 sous le nom de Freie Vereinigung Dresdner Künstler, qui poursuit ses activités jusqu'en 1902.
Elle est refondée sous le nom Gruppe 1919 en 1919, au lendemain de la Première Guerre mondiale, qui voit l'éclosion de l'expressionnisme allemand. 

## Histoire

### Gruppe 1919
Les refondateurs sont Peter August Böckstiegel, Otto Dix, Conrad Felixmüller, Wilhelm Heckrott, Constantin von Mitschke-Collande, Otto Schubert, Lasar Segall et Hugo Zehder. Ce fut une collaboration de courte durée, durant les premières années de la république de Weimar.
Le groupe est actif de 1919 jusqu'à son exposition collective finale en 1925. À son apogée, le groupe se composait de quelques-uns des artistes expressionnistes les plus influents et importants de leurs générations, les peintres cités dessus ainsi que Wilhelm Heckrott (de), Lasar Segall et Constantin von Mitschke-Collande (de), avec également l'architecte Hugo Zehder et les écrivains Walter Rheiner, Heinar Schilling (de) et Felix Stiemer (de).

## Membres

### Fondateurs de la1reSécession dresdoise
- Carl Bantzer
- Gotthardt Kuehl

### Fondateurs du Gruppe 1919
- Otto Dix
- Conrad Felixmüller (premier président, quitte en 1920)
- Will Grohmann (porte-parole)
- Wilhelm Heckrott
- Constantin von Mitschke-Collande
- Otto Schubert (quitte fin 1919)
- Lasar Segall
- Hugo Zehder (1892–1961/62, Architecte et écrivain d'art, quitte en 1919)

### Membres ultérieurs
- Heinrich Barcinski (membre depuis 1922)
- Peter August Böckstiegel
- Heinrich Burkhardt
- Pol (Paul Ernst Karl) Cassel
- Gela Forster (1892–1957, sculptrice)
- Otto Griebel (membre depuis 1922)
- Ludwig Godenschweg (membre depuis 1920)
- Eugen Hoffmann
- Walter Jacob (1893–1964, membre depuis 1920)
- Arthur Kaufmann
- Oskar Kokoschka (membre honoraire, n'a jamais exposé à la sécession)
- Otto Krischer (1899-, sculpteur. membre depuis 1922)
- Otto Lange
- Elfriede Lohse-Wächtler
- Hans Meyboden (membre depuis 1922)
- Christoph Voll
- Gert Wollheim

### Participants et invités
- Josef Achmann
- Lothar Bechstein
- Max Beckmann
- Rüdiger Berlit
- Karl Eugen Biebrach (1882 Dresde)
- Max Burchartz
- Max Busyn (1899 Łódź - )
- Heinrich Campendonk
- Theodor Däubler
- Heinrich Maria Davringhausen
- Franz Karl Delavilla
- Reinhold Ewald
- Edmund Fabry
- Lyonel Feininger
- Alfred Glatter (1889–1923, sculpteur)
- Otto Gleichmann
- George Grosz
- Hans Grundig
- Erich Heckel
- Alexej von Jawlensky
- Wassily Kandinsky
- Paul Klee
- Bernhard Kretzschmar
- Wilhelm Lachnit
- Franz Lenk
- Kurt Lohse (1892–1958)
- August Macke
- Ludwig Meidner
- Carlo Mense
- Max Pechstein
- Curt Querner
- Heinar Schilling
- Oskar Schlemmer
- Paul Ferdinand Schmidt
- Karl Schmidt-Rottluff
- Max Schwimmer
- Kurt Schwitters
- Fritz Skade
- Walter Sperling (1900–1941 disparu à Stalingrad)
- Walter Spiess (1896–1947)
- Georg Tappert
- Fritz Tröger